# Церква Успіння Пресвятої Богородиці (Валки)
Церква Успіння Пресвятої Богородиці — назва кількох історичних православних храмів у місті Валки Харківської області.

## Перший храм
У 1647 році царем був призначений новий валківський воєвода — Степан Бутиков. З призначенням на посаду, він отримав наказ побудувати у Можайському острозі церкву на честь Успіння Пресвятої Богородиці. Гроші на церкву воєвода не отримав і повинен був будувати її за свої кошти. З собою Бутиков привіз образи, книги, облачення та начиння.
За наказом валківського воєводи Степана Бутикова та за Патріаршою Благословенною грамотою у 1647 році в  було побудовано Церкву. Це був дерев'яний храм з притвором, його настоятелем був отець Костянтин. Храм проіснував до 1665 року, коли острог було розібрано і перенесено на нове місце.